# Sabellidae
Sabellidae é uma família da classe Polychaeta. São fáceis de serem identificados pelas suas características marcantes, como uma coroa radiolar e suas belas cores. Em contrapartida, representa o táxon mais diverso da classe Polychaeta, possuindo uma grande variação de tamanho e de volume corporal (com diferença de até cinco ordens de grandeza), com espécies conhecidas que variam de 85mm com 11 segmentos à 45cm com centenas de segmentos. São animais aquáticos, que podem ser encontrados tanto em águas doces quanto no ambiente marinho, distribuídos em todo o mundo. Os sabelídeos vivem presos nos sedimentos e em tubos mucosos, podem ser encontrados desde regiões entre marés até profundezas abissais. Algumas espécies são capazes de perfurar substratos de calcário, por isso são comuns em ambientes de recifes de corais. Eles possuem o corpo com segmentação heterônoma, ou seja, que apresenta uma divisão com formas diferentes, separado em tórax e abdômen. Anteriormente, os Sabellidae também incluíam a família Fabriciidae, mas estudos atuais classificaram esses animais em sua própria família.

## Diversidade
Sabellidae é uma das famílias mais diversas de poliquetas, com mais de 400 espécies descritas até o momento, sendo classificadas em 40 gêneros. Os Sabellidae podem ser encontrados em todos os mares, estando associados a superfícies duras ou sedimentos macios, desde regiões entre marés até profundezas abissais. Alguns táxons (por exemplo, Pseudopotamilla) são capazes de penetrar em substratos de carbonato de cálcio e, assim, são comuns em ambientes de recife de coral. Muitas espécies habitam substratos rígidos do litoral como epibiontes em algas, associadas a moluscos e ascídias e também em fendas de rochas.

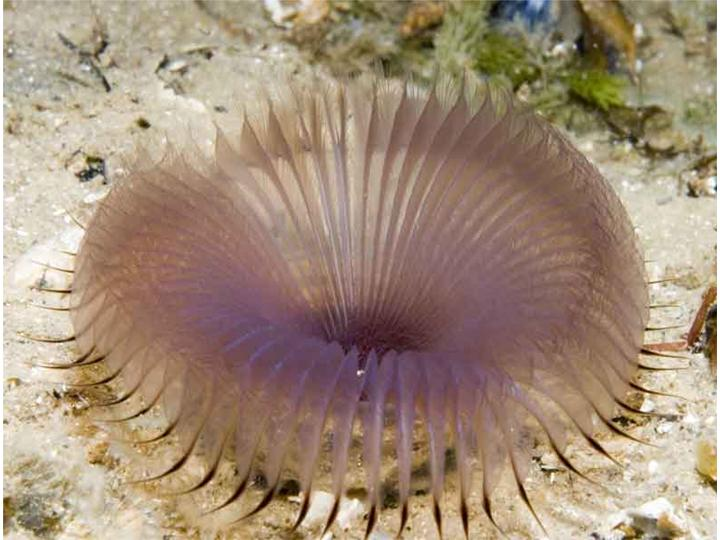
Myxicola infundibulum Montagu, 1808.

A maioria dos animais, principalmente os com corpo maior, nunca saem do tubo que os envolve, por outro lado, as formas menores, como as espécies de Fabricia Blainville, 1828, são capazes de se movimentar. Juntamente a isso, animais com tubos que são várias vezes maiores que seu corpo, normalmente possuem esse tubo ligado à substratos duros. Por outro lado, animais com formas menores normalmente possuem seus tubos imersos horizontalmente ou verticalmente em sedimentos macios. A família Sabellidae é incomum entre os poliquetas, que em sua maioria são marinhos, por apresentar grande número de táxons que vivem em água doce, incluindo Caobangia Giard, 1893, Brandtika Jones, 1974, Monroika Hartman, 1951 e Manayunkia Leidy, 1858. Quanto às espécies marinhas, as formas maiores estão normalmente associadas às águas rasas, enquanto que as espécies de formas menores se concentram nas profundidades do mar.
Uma grande característica dos Sabellidae' é a diversidade de olhos que possuem, sendo a maior variação de tipos e arranjos dentro dos Annelida. A diversidade não é encontrada somente entre espécies, mas podem ser encontradas também em um único indivíduo. Isso deve-se à característica dos Sabellidae de possuírem olhos radiolares, peristomiais, segmentais e pigidiais. Olhos pigidiais são comumente encontrados em espécies que possuem a habilidade de sair de seus tubos e construir novos.
Acerca da diversidade de alimentação desses animais, praticamente todos são capazes de alimentação suspensívora e, algumas formas menores, como Manayunkia aestuarina Bourne, 1883, podem se alimentar de partículas de matéria orgânica no solo ou no sedimento.
Concernente à distribuição de Sabellidae, há um padrão latitudinal. Trinta gêneros e a maioria das espécies são encontradas em áreas tropicais, principalmente no Indo-Pacífico. Existem grupos exclusivos nos trópicos, como Caobangia Giard, 1893, Amamobaea Krøyer, 1856 e Stylomma Knight-Jones, 1997. A maioria dos gêneros abundantes na região do Indo-Pacífico está ausente em altas latitudes. Entretanto, gêneros de regiões mais frias estão ausentes no Indo-Pacífico, como por exemplo Chone Krøyer, 1856, Euchone Malmgren, 1866 e Jasmineira Langerhans, 1880. A região antártica conta com a presença de quinze gêneros em seu território, já a região do Ártico apresenta nove gêneros, mostrando que a Antártica possui mais diversidade, além de maior taxa de endemismo nessa região.

A faixa de distribuição de algumas espécies fora ampliada não intencionalmente, estando fora da faixa de distribuição esperada. Um exemplo desse ocorrido diz respeito à espécie Atlântico-Mediterrânea Sabella spallanzanii Gmelin, 1791 que há 20 anos fora introduzida na Austrália e posteriormente à Nova Zelândia. Nesses países, esse poliqueta tornou-se uma praga que causou diversos impactos ao ecossistema marinho e, consequentemente, causando consequências econômicas costeiras. 

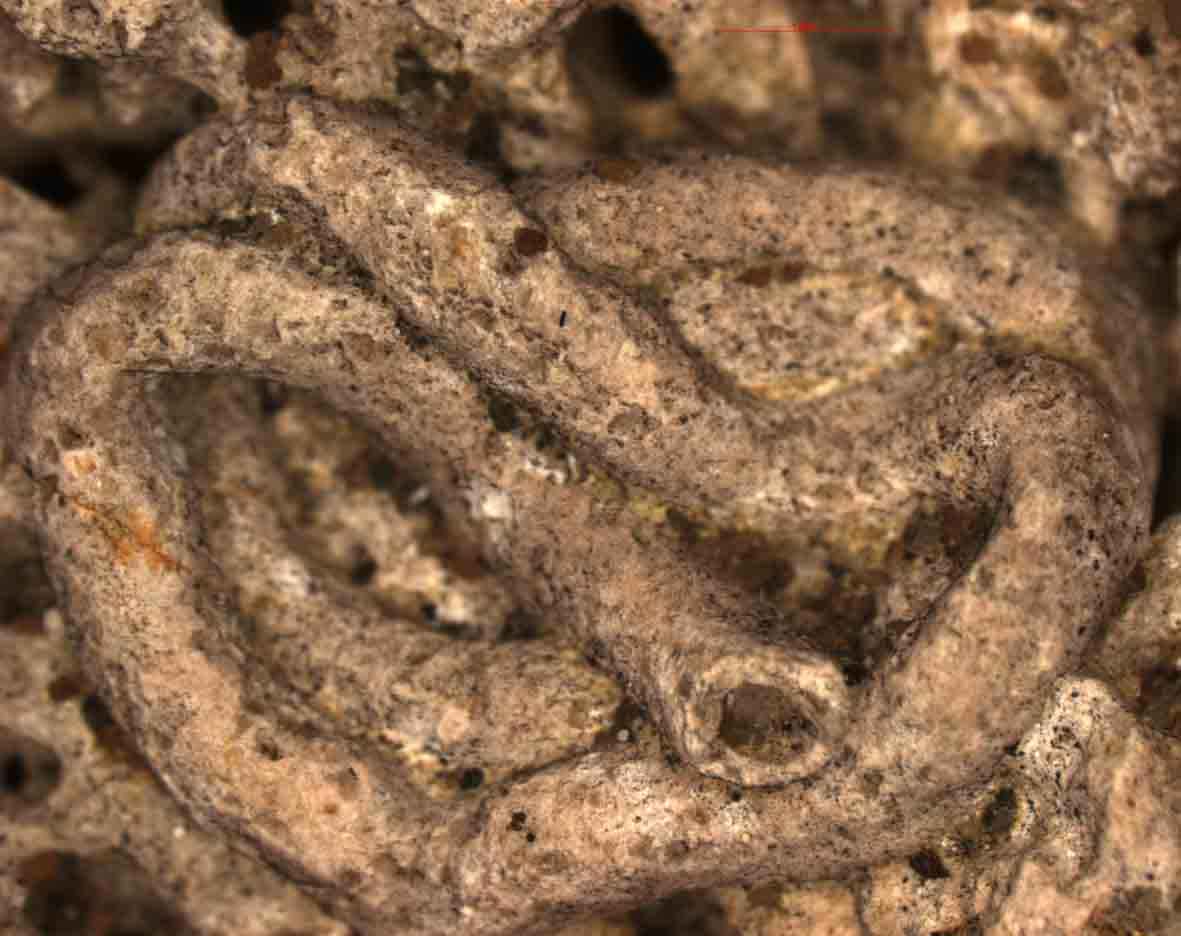
Glomerula gordialis do Cretáceo Superior, Alemanha.

## Registro fóssil e evolução
Por conta da falta de partes corpóreas duras ou tubos sólidos, o registro fóssil de animais da família Sabellidae é bem escasso, com apenas algumas espécies representantes. Apenas membros do gênero Glomerula Nielsen, 1931, com tubos calcificados, foram encontrados do Hetangiano ao Eoceno. A calcificação dos tubos em sabelídeos ocorreu no início do Mesozóico e a ultraestrutura do tubo permaneceu sem alterações até o presente. Um dos casos conhecidos da presença de fósseis é da espécie Glomerula lombricus em que os indivíduos agiam como encrustadores de corais no início do Cretáceo na Bacia de Néunquen, na Argentina, entretanto, outras espécies do gênero Glomerula também apresentam registros fósseis em outros lugares ao redor do mundo.

## Taxonomia e filogenia

### Taxonomia

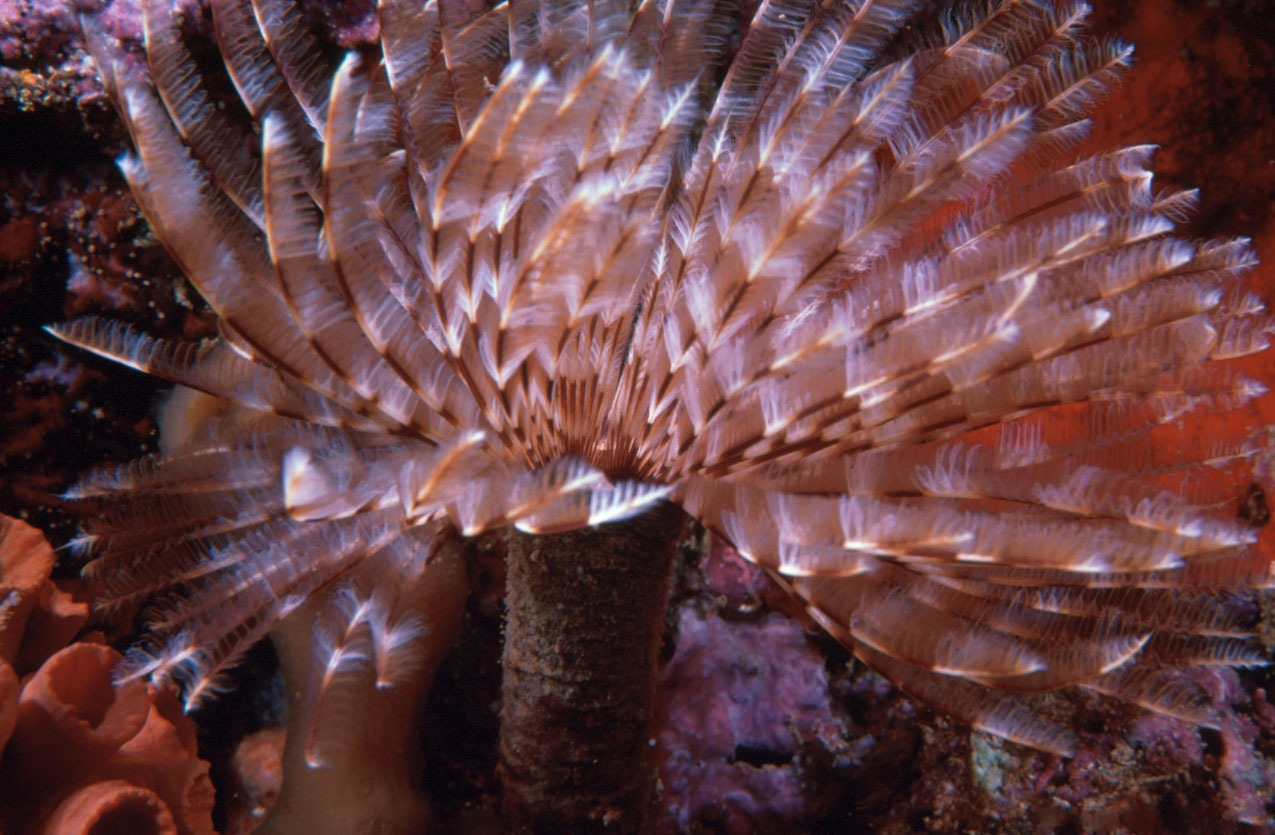
Sabellidae com tubo mucoso e coroa radiolar, duas das suas principais características taxonômicas

A família Sabellidae foi descrita por Latreille em 1825 e é composta por anelídeos marinhos que vivem em tubos. Os organismos dessa família possuem diversos caracteres morfológicos característicos, amplamente utilizados no estudo de sua taxonomia, sendo estes:
- presença de tubo mucoso com partículas de sedimento;
- coroa radiolar com dois lobos basais fundidos dorsalmente com suporte numa estrutura interna de células vacuolares arroladas em ao menos duas linhas radiolares (exceto em Caobangia Giard, 1893, com apenas uma linha);
- presença de lábios ventrais e dorsais, frequentemente apoiados nas linhas de células vacuolares;
- peristômio subdividido em dois anéis;
- notopodia no segmento 1 e neuropódia no segmento 2, ambos com estruturas acessórios (ganchos);
- olhos compostos ou pontos visuais presentes no radíolo, peristômio, segmentos corpóreos e pigídio.[2]

O grupo conta com 40 gêneros atualmente, citados abaixo:
1. Amphicorina
2. Amphiglena
3. Anamobaea
4. Aracia
5. Bispira
6. Branchiomma
7. Caobangia
8. Chone
9. Claviramus
10. Desdemona
11. Dialychone
12. Euchone
13. Euchoneira
14. Eudistylia
15. Euratella
16. Fabrisabella
17. Glomerula
18. Hypsicomus
19. Jasmineira
20. Laonome
21. Megalomma
22. Myxicola
23. Notaulax
24. Panoumethus
25. Panousea
26. Paradialychone
27. Parasabella
28. Perkinsiana
29. Potamethus
30. Potamilla
31. Potaspina
32. Pseudobranchiomma
33. Pseudopotamilla
34. Sabella
35. Sabellastarte
36. Sabelloma
37. Sabellonga
38. Schizobranchia
39. Stylomma
40. Terebrasabella

### Filogenia
Na classificação atual, feita a partir de análise cladística e sistematização por Rouse e Fauchald em 1997, a família Sabellidae se encontra na sub-ordem Sabellida, cuja apomorfia é a fusão do prostômio com o peristômio e na ordem Canalipalpata, cuja apomorfia é a presença de palpos estriados utilizados na alimentação.
Um dos primeiros poliquetos descritos formalmente com enquadramento na família Sabellidae foi Sabella penicillus Linnaeus, 1758. Anteriormente à existência dessa família, classificações mais antigas agrupavam Sabellidae e Serpulidae como um outro grupo, chamado de Serpulacea, Sabelliformia e Serpulimorpha. A ordem Sabellida foi estabelecida apenas em 1962 por Dales, que foi mudando sua composição com o tempo, mas atualmente abriga três famílias: Sabellidae, Serpulidae e Fabriciidae.

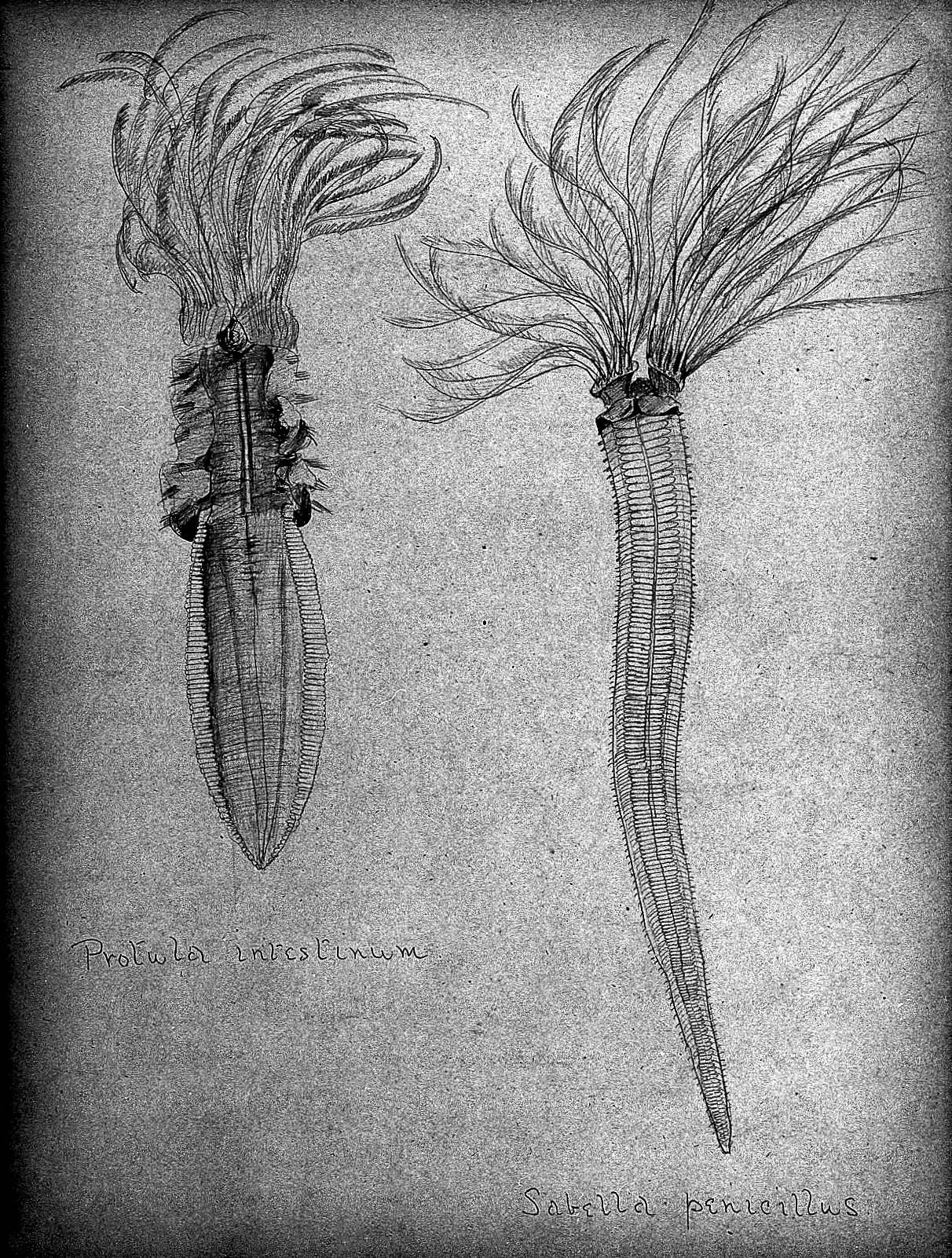
Desenho esquemático de Sabella penicillus Linnaeus, 1758.

|  | Sabellidae                                                 |
|  |                                                            |
|  | \| \| Fabriciidae \| \| \| \| \| \| Serpulidae \| \| \| \| |
|  |                                                            |
|  | Fabriciidae                                                |
|  |                                                            |
|  | Serpulidae                                                 |
|  |                                                            |

|  | Fabriciidae |
|  |             |
|  | Serpulidae  |
|  |             |

|  | Sabellidae                                                 |
|  |                                                            |
|  | \| \| Fabriciidae \| \| \| \| \| \| Serpulidae \| \| \| \| |
|  |                                                            |
|  | Fabriciidae                                                |
|  |                                                            |
|  | Serpulidae                                                 |
|  |                                                            |

|  | Fabriciidae |
|  |             |
|  | Serpulidae  |
|  |             |

|  | Sabellidae                                                 |
|  |                                                            |
|  | \| \| Fabriciidae \| \| \| \| \| \| Serpulidae \| \| \| \| |
|  |                                                            |
|  | Fabriciidae                                                |
|  |                                                            |
|  | Serpulidae                                                 |
|  |                                                            |

|  | Fabriciidae |
|  |             |
|  | Serpulidae  |
|  |             |

|  | Sabellidae                                                 |
|  |                                                            |
|  | \| \| Fabriciidae \| \| \| \| \| \| Serpulidae \| \| \| \| |
|  |                                                            |
|  | Fabriciidae                                                |
|  |                                                            |
|  | Serpulidae                                                 |
|  |                                                            |

|  | Fabriciidae |
|  |             |
|  | Serpulidae  |
|  |             |

Fitzhugh (1989) realizou a primeira análise filogenética do grupo e dividiu a família Sabellidae em duas subfamílias: Fabriciinae e Sabellinae, que são as mais aceitas atualmente, sendo diferenciadas pela presença de ao menos duas linhas de células vacuolares esqueléticas nos radiolos (com exceção do gênero Caobangia Giard, 1893, que apresenta apenas uma linha) e a fusão dorsal dos lobos radiolares, sendo essas duas características ocorrentes em Sabellinae e não em Fabriciinae.
Recentemente se alterou o entendimento de Sabellidae como grupo quando Capa adicionou a presença de lábios ventrais e dorsais como caracteres diagnósticos desse taxa. Atualmente, a família Sabellidae contém 40 gêneros. A filogenia mais parcimoniosa, incluindo caracteres tanto morfológicos quanto genéticos, inclui 20 desses gêneros, com vários grupos externos utilizados como referência. Segundo essa filogenia, Sabellidae reúne dois grandes clados, nenhum deles com suporte robusto de fato, entretanto, consistentes com hipóteses filogenéticas baseadas em caracteres morfológicos.

## Morfologia

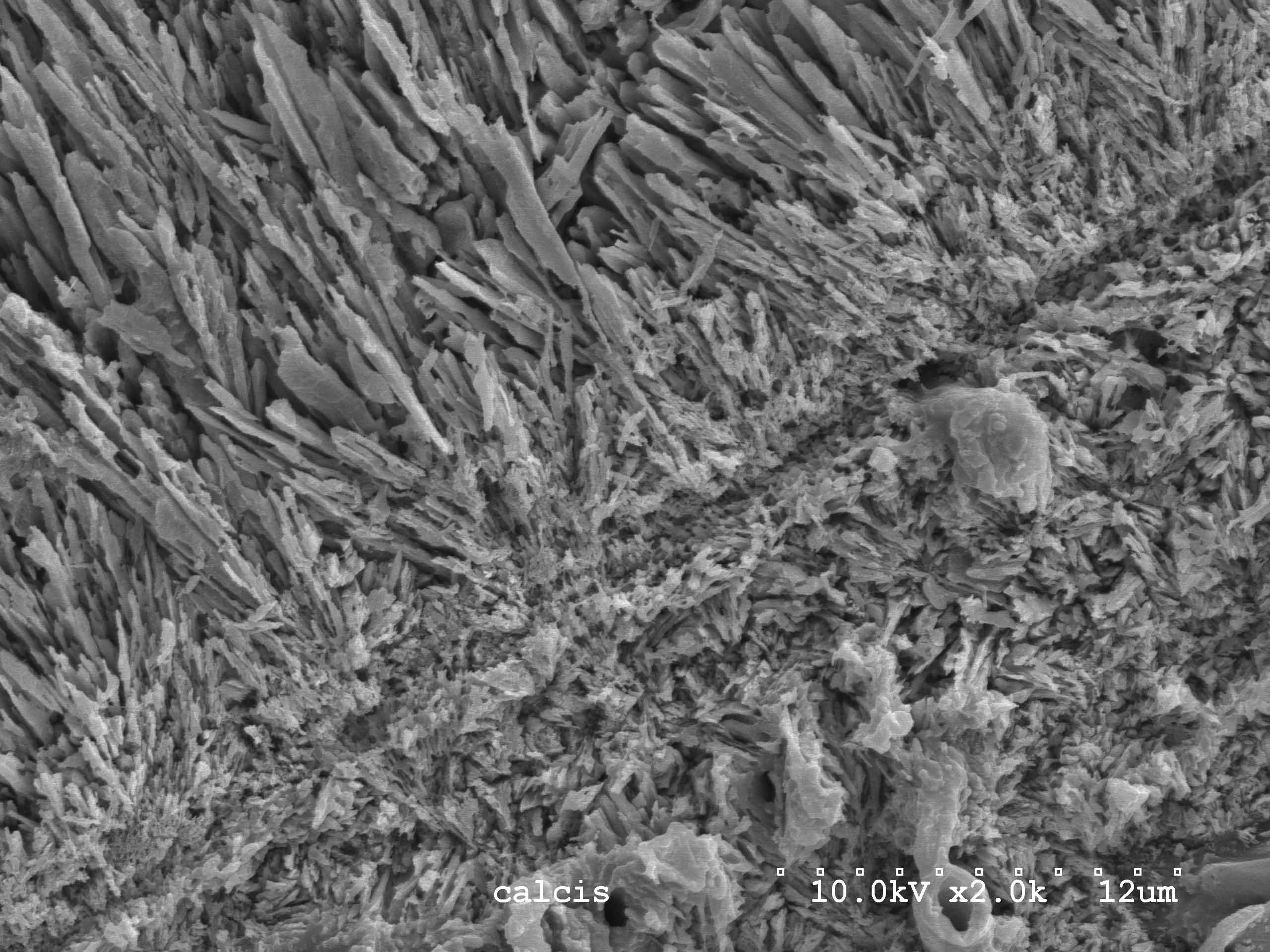
Imagem microscópica do tubo de calcário de Glomerula piloseta.

#### Externa
Os sabelídeos são anelídeos que habitam tubos e que projetam uma coroa radiolar. Eles possuem parapódios do tipo birreme, onde cada ramo possui cerdas/chaetae capilares ou ganchos. O corpo é dividido em duas regiões: tórax e abdômen. Esse animais habitam tubos construídos com muco secretado e partículas de lama, fezes ou areia ligadas, com exceção do gênero Glomerula Nielsen, 1931, que constrói tubos de calcário. Nos membros de Sabellidae, o prostômio e o peristômio são fundidos e altamente modificados devido à presença da coroa radiolar característica, homóloga aos palpos de outros poliquetas.
A família Sabellidae geralmente exibe uma constância distinta de 8 segmentos torácicos, embora os desvios desse número tenham sido apontados como um fenômeno intraespecífico.

###### Coroa
Uma coroa radiolar é projetada do tubo (também conhecidas como coroa branquial) formada pelo resíduo do prostômio após sua redução durante a metamorfose. Essa coroa é frequentemente colorida, tendo cores variadas desde tons neutros à cores mais chamativas, como laranja e roxa, além de possuírem também listras nas cores vermelha e verde.

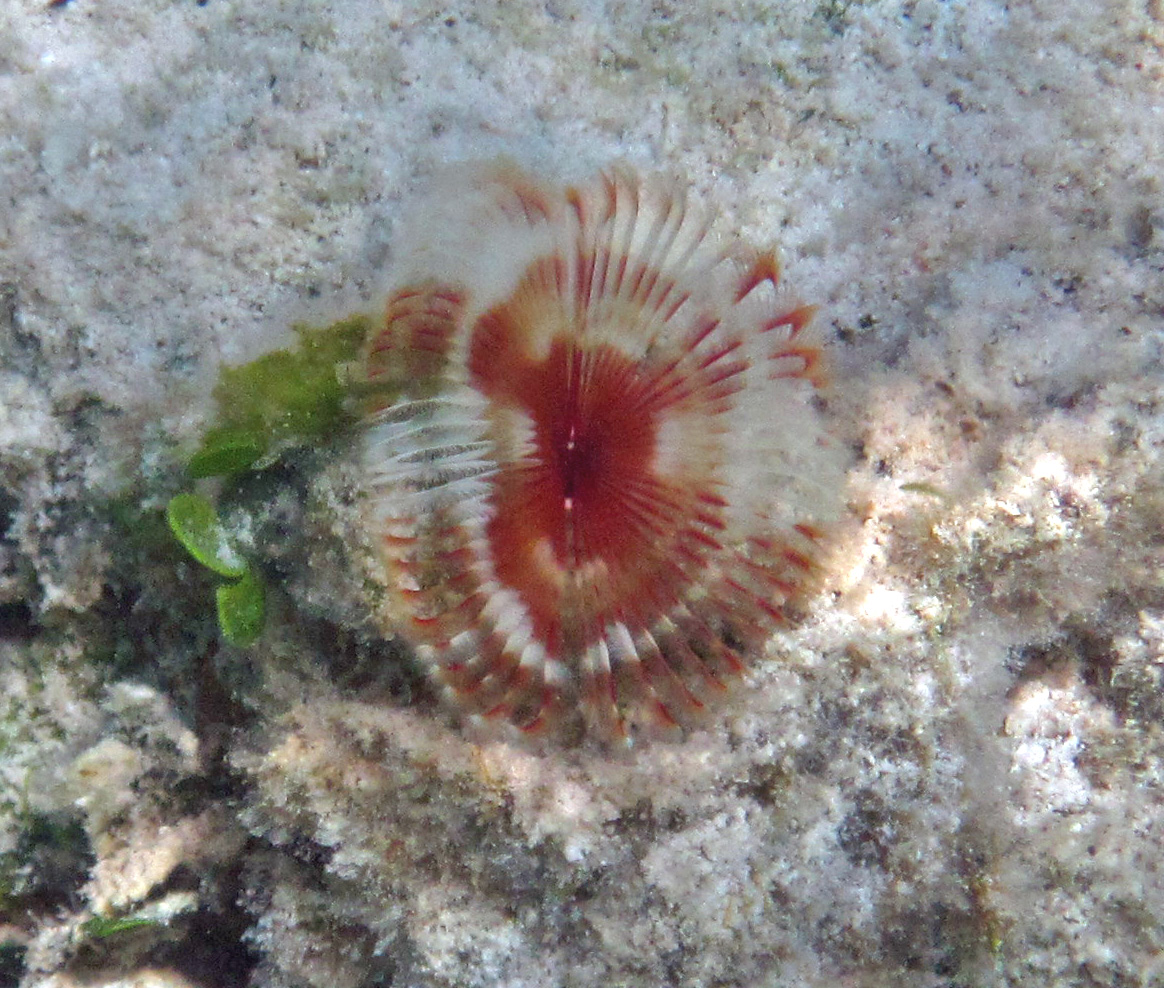
Vista superior da coroa radiolar com visualização da abertura da boca

A coroa radiolar é sustentada por uma base formada por dois lóbulos radiolares geralmente semicirculares, ao redor da boca e que são finos dorsalmente, possuindo projeções anteriores e distais, conhecidos como radíolos. Um radíolo é um tentáculo ciliado encontrado em aglomerados altamente organizados nas coroas dos pertencentes a ordem Canalipalpata. Esses radíolos apresentam duas filas longitudinais de pequenos pináculos ciliados nas bordas internas. Além disso, em membros de Branchiomma Kölliker 1858, os radíolos também apresentam apêndices emparelhados ao longo da borda externa, conhecidos como estilóides, sendo considerados autapomorfia para o gênero.
Alguns sabelídeos possuem uma membrana que une os radíolos em suas bases, denominada membrana basal ou membrana radiolar. Essa membrana pode continuar como uma bainha estreita de tecido em ambos os lados laterais dos radíolos, das franjas radiolares ou das extensões dorsal e/ou ventral da base da coroa. Algumas outras estruturas que estão associadas à coroa radiolar são os lábios dorsais e ventrais, as lamelas paralelas e os sacos ventrais, os apêndices radiolares dorsais e ventrais e os apêndices pinulares dos lábios dorsais.
Os lábios dorsais são envolvidos por cílios na borda dorsal da boca, em alguns casos fundidos a um radíolo modificado, chamado apêndice radiolar dorsal. Esses lábios dorsais são considerados extensões das margens dorsais dos lobos radiolares.

###### Tubo
A estrutura dos tubos pode ser muito diferente e frequentemente é um recurso útil na identificação taxonômica, pelo menos no nível de gênero. O comprimento dos tubos desses animais são, geralmente, o dobro do comprimento dos vermes e frequentemente são presos a um substrato duro. Outros táxons, usualmente com formas menores, podem ter seus tubos imersos horizontal ou verticalmente em sedimentos moles. Algumas espécies constroem tubos espessos e cheios de muco de aparência semelhante a couro, dentro de blocos de coral morto ou calcário. Outras, constroem tubos anexando cascalho de diferentes tamanhos, como fragmentos de conchas, pedaços de algas e até de outros animais como equinodermos, poríferos e hidrozoários.

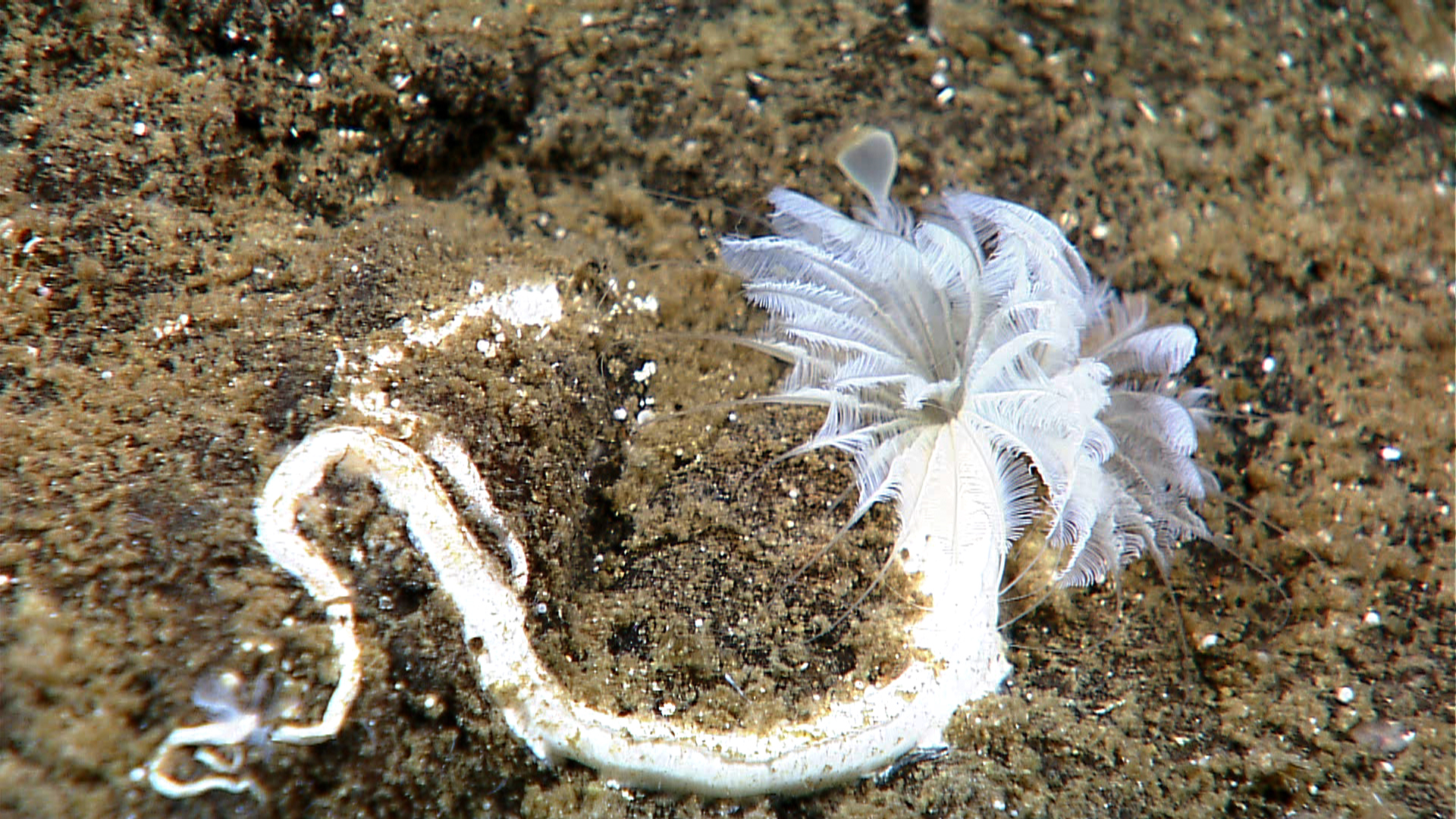
Estrutura corporal de um Sabellidae mostrando tubo e coroa radiolar.

#### Interna
A coroa radiolar em Sabellidae é suportada por cartilagem hialina, onde condrócitos e condroblastos secretam uma matriz homogênea feita de grânulos e fibras. Alguns condrócitos têm um grande vacúolo e percorrem os lóbulos radiolares, radíolos, pináculos e, em alguns casos, os apêndices radiolares em fileiras compactadas, que costumam ser chamados de esqueletos. A presença de células vacuolares é uma autapomorfia de Sabellidae, ausente de Fabriciidae e Serpulidae.
As regiões glandulares epidérmicas nessa família são extensas e podem ser difusas ou claramente limitadas como escudos glandulares ventrais. Além disso, existem alguns grupos de Sabellidae que possuem uma crista transversal pálida localizada no segundo setígero/chaetiger (segmento ou anel provido de cerdas). Membros de alguns desses grupos também apresentam cristas glandulares nos chaetigers torácicos posteriores, bem como algumas espécies de Megalomma Johansson, 1925.
Os músculos longitudinais correm ao longo do comprimento do seu corpo e geralmente formam quatro bandas, duas ventralmente e duas maiores dorsalmente. As fibras que compõem essas bandas são dispostas em duas hélices reversas.As fibras circulares e outras fibras transversais são pouco desenvolvidas em comparação com os músculos longitudinais.
O canal alimentar em Sabellidae é um tubo ciliado reto. O foregut (parte anterior do canal alimentar) é simples e o órgão bucal é ausente, o intestino médio consiste em um estômago e um intestino, e a parte posterior é constituída pelo reto. A porção anterior do intestino é grandemente restringida pelos mesentérios e incha entre eles em uma série de câmaras. O intestino é frequentemente distendido quando tem presença de fezes e dobrado de um lado para o outro em cada segmento. As fezes que saem do ânus são capturadas pelos cílios do sulco fecal, varridas para a extremidade anterior do tubo e ejetadas. As paredes do intestino consistem tipicamente em quatro camadas: uma camada peritoneal externa, o revestimento da cavidade do corpo, uma camada muscular de fibras circulares e longitudinais, um seio vascular circundando completamente o intestino do segmento dois à extremidade posterior do corpo, e um epitélio glandular ciliado e apoiado em uma membrana basal bem desenvolvida.
O sistema circulatório é fechado e o coração é ausente. Um vaso sanguíneo ventral passa do segundo segmento para o último e se conecta aos vasos segmentares do anel e ao redor do intestino. Na extremidade anterior, esse vaso ventral continua à frente como dois vasos laterodorsais e ramificações que cercam o esôfago. No peristômio, os vasos laterodorsais se juntam formando um vaso dorsal mediano, que se abre em um vaso transversal logo atrás dos gânglios cerebrais. O vaso dorsal mediano, também irriga a coroa radiolar e outras estruturas prostomiais. Um par de vasos laterais está presente em ambos os lados do corpo na maioria dos sabelídeos. O suprimento sanguíneo da parede corporal e do parapódio mostra variação entre os táxons, pois em algumas espécies, esse suprimento é derivado desses vasos laterais e dos vasos do anel segmentar e em outras espécies apenas dos vasos do anel. Os padrões de ramificação e distribuição desses vasos também mostram variação dentro da família. O sangue é verde na maioria dos sabelídios estudados devido à presença de clorocruorina, mas existem algumas exceções com sangue vermelho, como os do gênero Fabricia Blainville, 1828.
O sistema excretor é composto por um único par de nefrídios que se abrem no primeiro segmento. Eles são classificados como metanefrídeos com podócitos - células do epitélio visceral dos rins importantes para a filtração. Em Sabella pavonina Savigny, 1822, os nefrídios são gigantes e preenchem quase todo o espaço celômico entre o trato digestivo e as paredes do corpo nos segmentos anteriores de 8 a 11.
O cérebro está localizado no peristômio, por conta da redução do prostômio que ocorreu após as metamorfoses. Como na maioria dos animais da classe Polychaeta, o cérebro de Sabellidae contém quatro fendas transversais. A inervação da coroa radiolar é equivalente à dos palpos de outros grupos de poliquetas e, consequentemente, é considerada homóloga. O cordão nervoso ventral é duplo nos quatro primeiros segmentos torácicos e único posteriormente. Um único axônio gigante é encontrado em apenas uma espécie catalogada, enquanto outros sabelídeos possuem dois axônios gigantes.

## Fisiologia

#### Órgãos sensoriais
Os órgãos nucais, são estruturas sensoriais ciliadas emparelhadas que geralmente aparecem como manchas ou faixas ciliadas, cavidades ou sulcos na cabeça. São importantes quimiorreceptores que tornaram-se internalizados, provavelmente devido ao desenvolvimento da coroa radiolar formando um par de bolsas que surgem do epitélio dorsal até a cavidade bucal.
A diversidade de olhos dos Sabellidae, além de serem encontradas em seu arranjo e morfologia externa, também é característica a nível celular. Os olhos radiolares podem ter ocelos de uma a quatro células e o padrão é mantido entre os membros de cada gênero ou gêneros relacionados. O formato desse sistema varia, podendo apresentar invaginação extracelular com membrana sensorial interna, pode ou não formar lentes, apresenta número variante de células sensoriais e quantidades diferentes de células para a formação do cálice de pigmentos.
Outra estrutura sensorial, os estatocistos, atuam como detectores de gravidade e foram encontrados no peristômio de duas espécies, mas pouco se sabe sobre esse órgão até o momento. Não há evidências de órgãos laterais, áreas densamente ciliadas, fossas ou pequenas papilas presentes de forma segmentar entre o neuro e o notopódio com função sensorial em Sabellidae.

#### Coroa radiolar e respiração

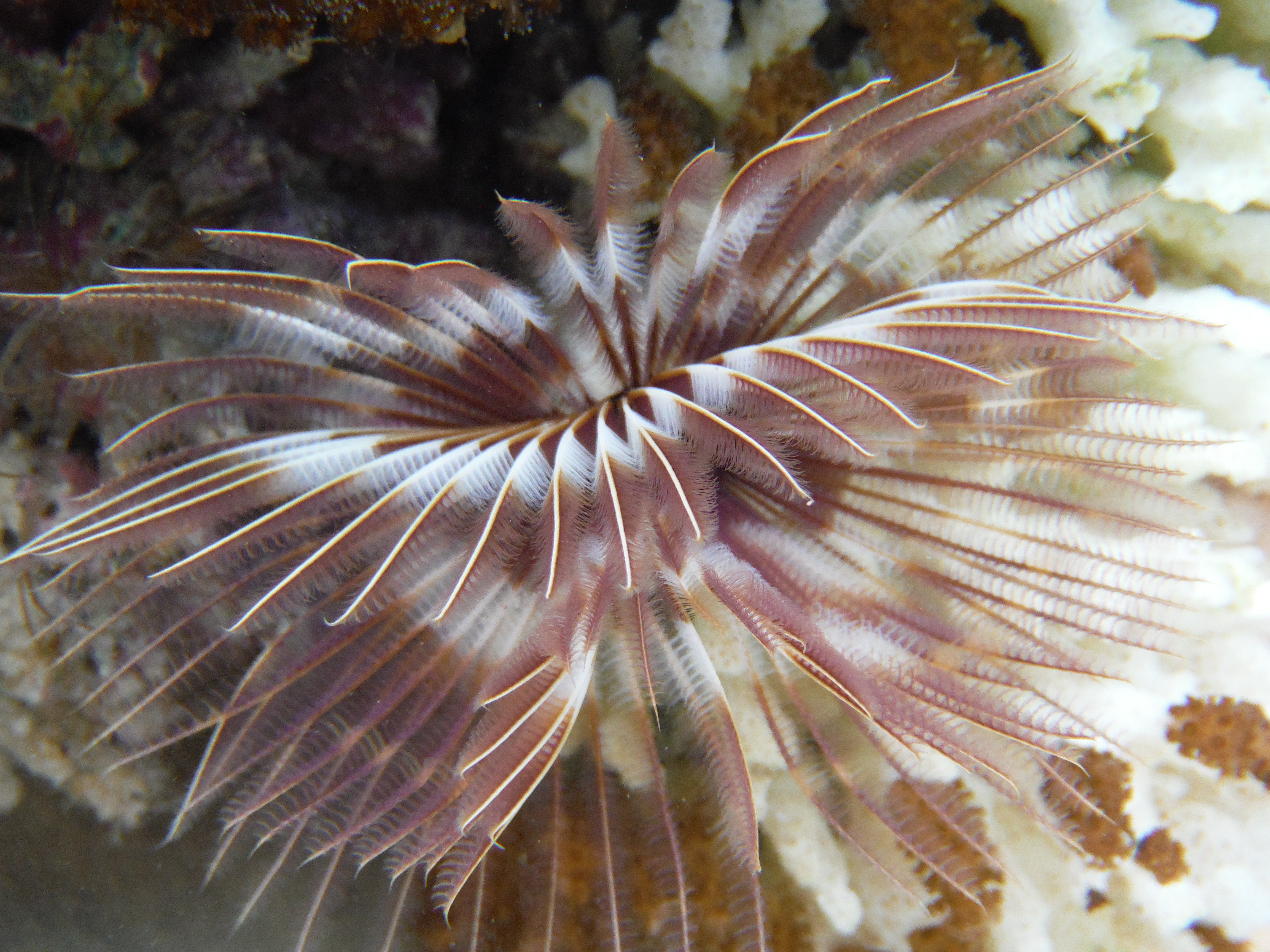
Coroa radiolar de um espécime de Sabellidae, utilizada para troca gasosas

A coroa radiolar desempenha um papel nas trocas gasosas, sendo responsável por 80% da respiração total em espécies com uma coroa anexa forte, mas os vermes que perdem a coroa podem compensar suas necessidades de troca de gases com a respiração pela parede corporal, o que só é possível graças a movimentos rítmicos do corpo que geram irrigação nos tubos. As partes envolvidas na respiração são os escudos ventrais e as áreas parapodiais, ambos bastante vascularizados. Durante esse processo, algumas espécies abrem as duas metades da coroa quase formando uma superfície plana, enquanto outras as mantêm próximas formando um funil raso ao redor da boca. Os radíolos expandidos e o arranjo de cada uma das duas fileiras de pináculos (formando um ângulo de mais de 90°) geram uma grade para capturar partículas da coluna d'água. As correntes d'água são criadas pelos cílios nos pináculos e nos anexos radiolares ventrais, quando presentes. As partículas que são coletadas pelos cílios, são direcionadas para o campo ciliado localizado no lado interno dos radíolos, partículas pequenas são varridas para a boca como alimento, as de tamanho médio entram nos sacos ventrais para serem usadas na construção de tubos e as de tamanho grande são rejeitadas lábios dorsais e anexos radiais. As partículas de tamanho médio são cimentadas juntamente com o muco, moldadas em cordas nas bordas da extremidade anterior do tubo. Espécies pequenas sem apêndices radiolares usam os lábios dorsais para diferenciar materiais ásperos.

#### Secreção de muco para construção do tubo
Os escudos ventrais presentes nos sabelídeos secretam um material semi-transparente que consiste em um complexo mucopolissacarídeo-proteico que é secretado pelas glândulas dos escudos ventrais e outras glândulas epiteliais. O muco é utilizado para cimentar partículas no processo de construção do tubo, que é um processo constante durante o crescimento do animal.
Os sacos ventrais e dobras do colar são as duas partes essenciais do aparato de construção do tubo dos sabelídeos. O gênero Myxicola Koch, 1847 não possui nenhuma dessa duas estruturas, e é por isso que seu tubo é inteiramente construído pelo muco secretado por glândulas dorsais e ventrais e, ademais, nenhum sedimento é utilizado para essa construção.
No gênero Chone Krøyer, 1856, quando os animais estão fora do tubo e precisam secretar outro, eles imediatamente começam a perfurar os sedimentos com o pigídio de forma que ganhem tração no substrato e consigam se afundar mais. Mais tarde, as glândulas epidérmicas secretam muco para que se grudem nele areia, fragmentos de conchas, material fecal, entre outros elementos, para que se forme um fino tubo coberto de areia.
A secreção de muco, além do papel na construção do tubo, também é utilizada para absorção de metabólitos. Os Sabellidae podem liberar moléculas defensivas no muco de modo a se defenderem de microorganismos e/ou epibiontes, ou seja, trata-se de um mecanismo de defesa desses animais.

## Reprodução
Os Sabellidae são uma das famílias mais compreendidas dentro dos poliquetas em termos de reprodução. Eles apresentam uma grande variedade no quesito formas de reprodução sexual, variando de desova até ovoviviparidade. Eles são majoritariamente dióicos, ou seja, apresentam indivíduos de sexos diferentes. Mas alguns táxons são hermafroditas simultâneos ou protândricos, isto é, quando a parte do sexo masculino amadurece e se torna ativa antes da feminina. Eles não apresentam gônadas permanentes, os ovários são móveis e dispersos no celoma, principalmente na região abdominal. Dentro dos ovários localizam-se as células germinativas, oócitos em maturação e oócitos maduros, com algumas exceções que também contém gametas no tórax.

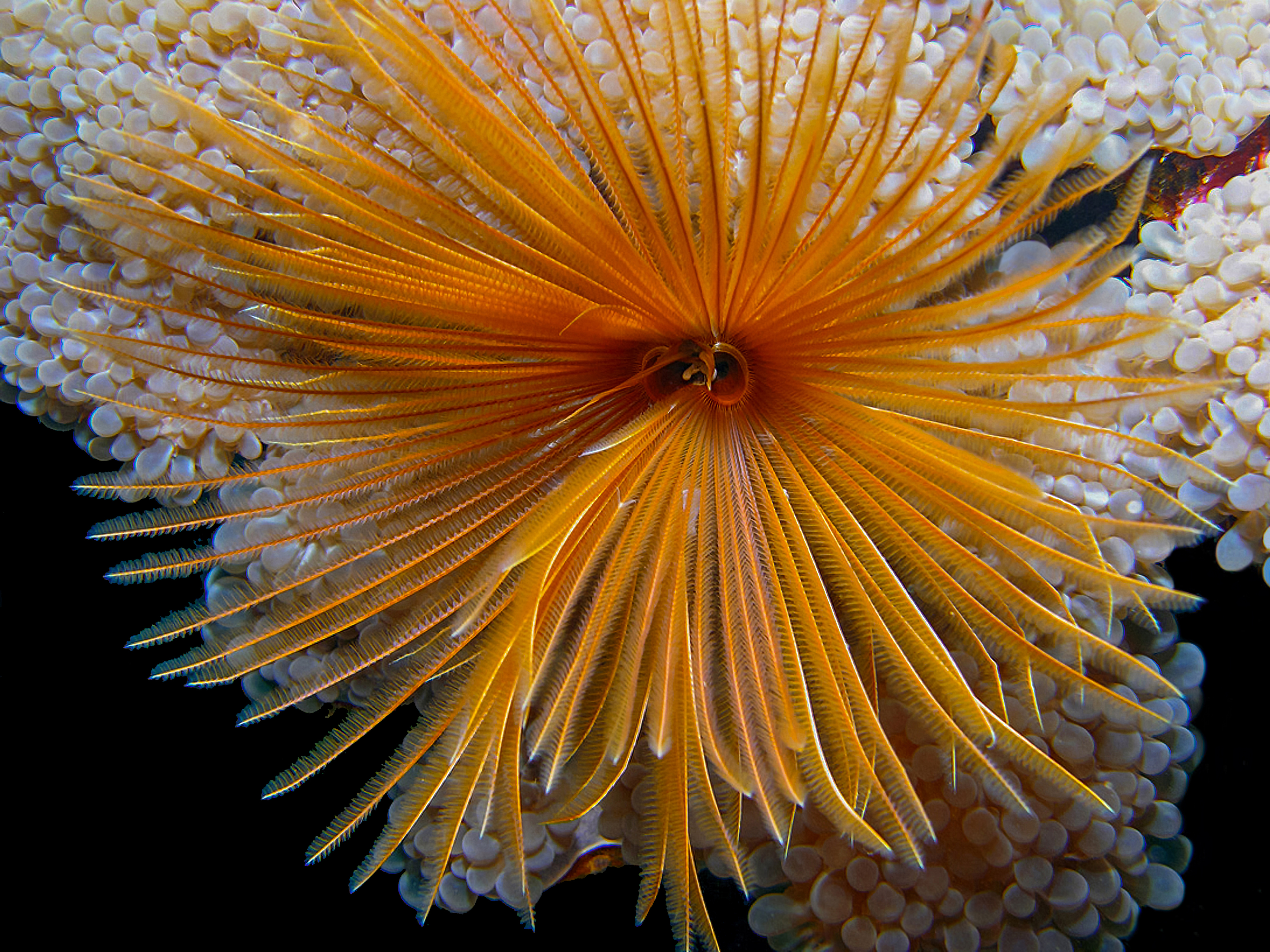
Indivíduo da única espécie que apresenta hemafroditismo potandrico: Sabellastarte spectabilis Grube,1878

Os gametas primários aparentemente são derivados de células peritoneais, sua maturação ocorre no celoma ao longo do corpo. Óvulos e espermatozoides maduros são expelidos por meio de metanefrídios ou por ruptura do corpo. Os espermatozoides maduros têm cabeça esférica, cilíndrica ou alongada, mitocôndrias e um flagelo livre. As espermatecas, locais onde as fêmeas recebem e armazenam os espermatozoides, foram descritas apenas em algumas espécies. Aqueles indivíduos que são hermafroditas simultâneos podem ter óvulos e espermatozoides nos mesmos segmentos em algumas espécies ou em segmentos separados em outras. O hermafroditismo protândrico foi descrito apenas na espécie Sabellastarte spectabilis Grube, 1878.
A fertilização pode ser interna ou externa, quando ela é externa os espermatozóides são liberados na água e fertilizam os óvulos liberados de forma similar. Já na fertilização interna, os espermatozóides também são liberados na água, mas atingem as fêmeas antes de serem fertilizados. Algumas espécies produzem um muco para auxiliar nesse processo. O tamanho do ovo é variável entre as espécies, os registrados vão desde 110 μm até 600 μm de diâmetro, mas na maioria mede de 120 a 150 μm. Os números de ovos possuem uma grande variedade também, de 1 até 660000 em Eudistylia vancouveri Kinberg, 1867 por exemplo, com intermediários de 1300 e 2500.
Em laboratório foi possível observar melhor a fertilização de alguma espécies, as espécimes possuem uma aparência mais volumosa antes da desova, com o celoma cheio de gametas até sua capacidade máxima. Os gametas são liberados através de gonodutos e auxiliados pelos escudos ventrais que mantém a passagem de forma organizada. Rápidas contrações musculares auxiliam a direcionar o fluxo de gametas. Na coroa, os gametas entram na corrente com o fluxo para cima, expelindo-os.
Grande parte dos sabelídeos possui capacidade de se reproduzir mais de uma vez, geralmente mantendo uma regularidade anual ou semestral, o que requer um alto gasto energético. Chone duneri Malmgren, 1867 é um exemplo de espécie que faz parte da exceção, pois gera descendentes apenas uma vez e morre logo após expelir os gametas. Os vermes pequenos geralmente realizam sua reprodução por um período prolongado em decorrência das limitações no volume corporal, como é possível ver em Amphiglena mediterranea Leydig, 1851.

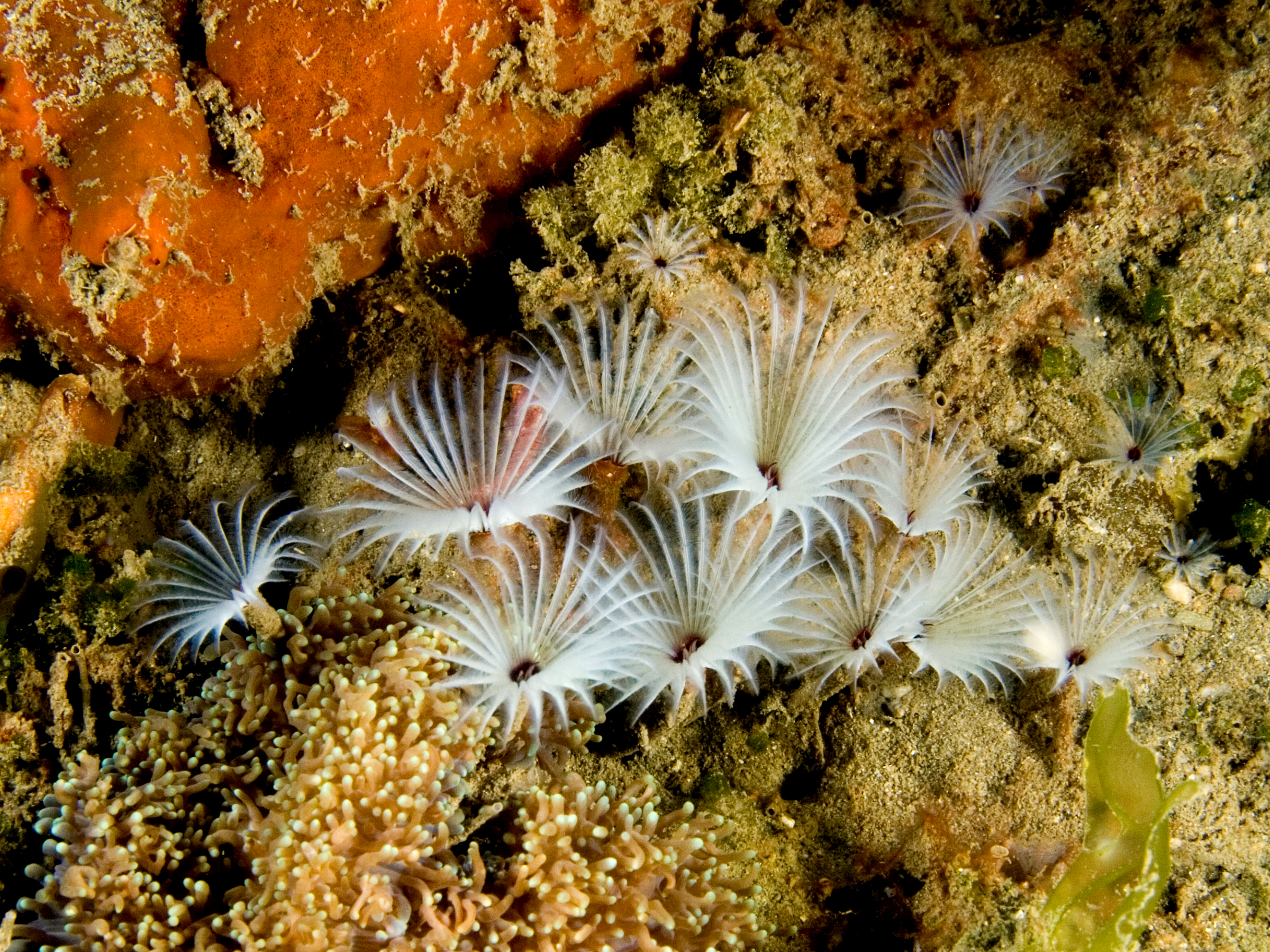
Representação de uma Colonia de Sabellidae

Alguns sabelídeos possuem o hábito de proteção larval, podendo ser intratubular (mais comum) ou extratubular (três tipos documentados). Todos os sabelídeos possuem larvas lecitotróficas, isso significa que eles não buscam nutrientes externos para suprir suas necessidades, pois se nutrem a partir do vitelo. As larvas possuem uma fase planctônica curta, com registros de duração de 1 a 7 dias e o período mais longo de duas semanas.
A reprodução assexuada em sabelídeos ocorre por arquitomia, ou seja, fissão seguida de regeneração. Em algumas espécies esse processo acaba gerando colônias. Em Sabella discifera Grube, 1874 os vermes que regeneram as extremidades posteriores podem ser acompanhados por um ou dois indivíduos mais curtos, de largura semelhante, que são considerados filhotes gerados pela fissão da porção parental. Os tubos são separados e não ramificados, exceto por galhos curtos próximos à extremidade e a prole clonal deixa a trompa de um lado ou de outro antes de produzirem as suas próprias trompas.

## Comportamento

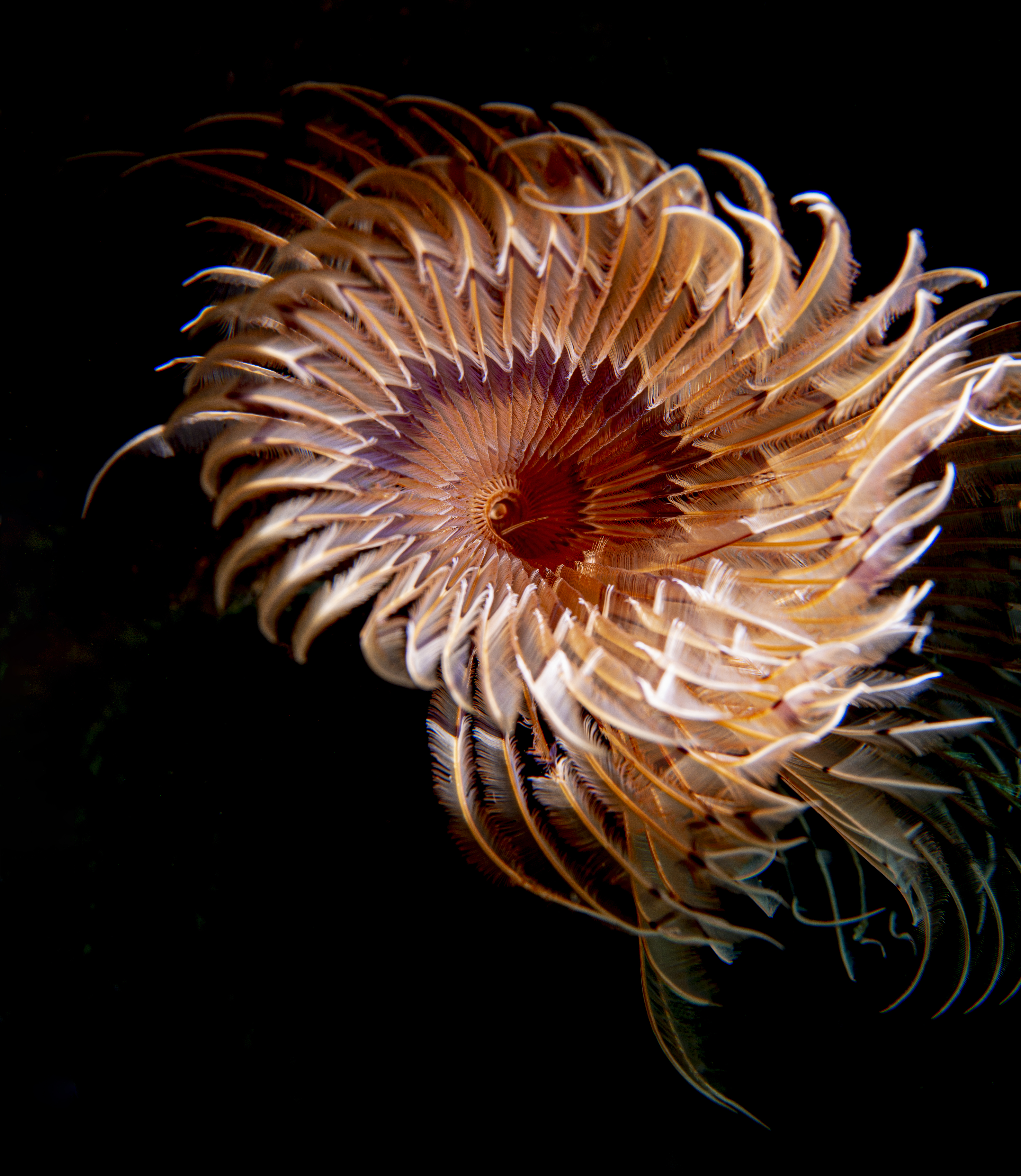
Bispira volutacornis Montagu, 1804, espécie que teve intestino observado.

Embora os sabelídeos vivam dentro de um tubo associado ao substrato, esses animais são capazes de se mover dentro de seu tubo, estendendo sua coroa radiolar para satisfazer suas necessidades de alimentação ou retirar-se do tubo como forma de proteção quando perturbados. Geralmente se retiram de seus tubos quando perturbados, mas em algumas espécies pequenas que habitam ambientes instáveis (entremarés, condições estuarinas flutuantes ou sob correntes fortes onde os tubos são destacados do substrato), os vermes podem abandonar os tubos no local e reconstruí-lo rapidamente em regiões mais apropriadas. Algumas espécies maiores, com processos mais lentos de construção de tubos, podem viver permanentemente no mesmo tubo. Mesmo assim, esses animais têm a capacidade de construir um novo tubo se necessário, em casos de extrema agitação ou se forem removidos do tubo antigo.
Os Sabellidae podem se alimentar por suspensivoria ou ingerindo partículas de matéria orgânica no solo ou sedimento. Para se alimentar, esses animais expõe sua coroa radiolar para fora do tubo, de forma a coletar as partículas que estão presentes na coluna d’água. Animais como Sabella pavonina Savigni, 1822 possuem grande desenvolvimento na habilidade de selecionar partículas, rejeitando partículas muito grandes para alimentação ou para construção do tubo que o envolve, utilizando partículas médias para construção do tubo e, para alimentação, ingerindo as partículas pequenas.
Normalmente os Sabellidae se alimentam de fitoplâncton, mas também podem se alimentar de bacterioplâncton (matéria orgânica). Por exemplo, no conteúdo intestinal de Bispira volutacornis Montagu 1804, havia restos de diatomáceas bentônicas, silicoflagelados, foraminíferos, entre outros.  
Visto que a coroa é uma estrutura muito importante para os Sabellidae, algumas espécies possuem a característica de impalatabilidade da coroa, de forma a ser um mecanismo de defesa contra predadores. Normalmente, essa característica da coroa está associada a espécies com tubos macios, que oferecem pouca resistência e proteção para eles.

## Ecologia

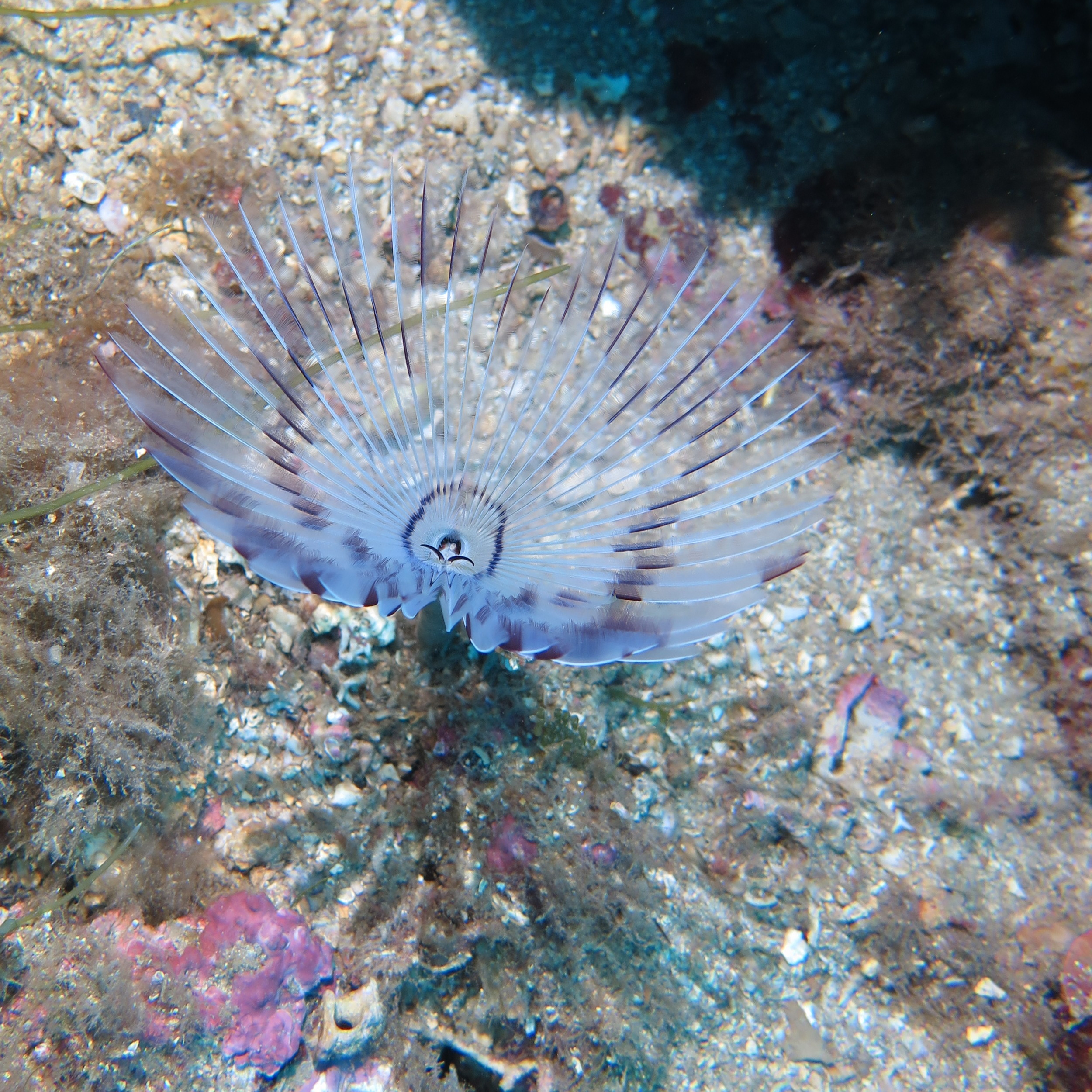
Sabella pavonina Savigni, 1822, hospedeira de Sabelliphilus elongatus Sars, 1862.

Os Sabellidae podem possuir relações simbióticas, atuando tanto como hospedeiro quanto  como simbionte. Martin e Britayev (1988) mencionaram os sabelídeos como parasitas perfuradores e, algumas relações entre esses vermes perfuradores e seus hospedeiros podem ser negativas, o que faz as espécies serem chamadas de parasitas perfuradores. Entre eles, Caobangia habita exclusivamente conchas de caracóis de água doce e Terebrasabella heterouncinata Fitzhugh & Rouse, 1999 tem como refúgio conchas de gastrópodes marinhos. A infestação por parte de Terebrasabella heterouncinata causa deformação e enfraquecimento, redução na taxa de crescimento ou morte do abalone e prejudica a comercialização das culturas de abalone na Califórnia e África do Sul.
Os copépodes pertencentes às famílias Gastrodelphyidae List, 1889 e Sabelliphilidae Gurney, 1927 são simbiontes externos de Sabellidae e apenas uma espécie de Rhynchomolgidae Humes & Stock, 1972 foi registrada como parasita de sabelídeo, associada a Myxicola infundibulum Montagu, 1808.
Alguns copépodes, como Gastrodelphys dalesi Green, 1961 utilizam diferentes espécies de sabelídeos como hospedeiros. Já Gastrodelphys clausii Graeffe, 1883 é conhecido apenas por ter Bispira volutacornis Montagu, 1804 como hospedeiro. Espécies de Sabellacheres Sars, 1862 são conhecidas por estabelecer relações espécie-específica com hospedeiros sabelídeos: Sabellacheres gracilis Sars, 1862 com Mixycola infundibulum Montagu, 1808, Sabellacheres aenigmatopygus Carlton, 1971 com Pseudopotamilla reniforms Bruguière, 1789, entre outros. Sabelliphilus elongatus Sars, 1862 foi encontrado nos radíolos de Sabella pavonina Savigni, 1822 e foi mostrado que Sabelliphilus elongatus Sars, 1862 extrai óleo ou gordura pela pequena erosão do epitélio pigmentado e também pode utilizar muco.